# Brauerei Bruckmüller
Die Brauerei Bruckmüller GmbH & Co. KG ist eine Bierbrauerei in der oberpfälzischen Stadt Amberg. Die Brauerei hatte 2008 eine Jahresproduktion von 30.000 Hektolitern, zu ihr gehört ein Brauereigasthof.

## Geschichte
Die Brauerei wurde von den Franziskanermönchen 1490 unter dem Namen „Prewhaus der Parfusser“ gegründet. Die Familie Bruckmüller übernahm die Brauerei 1803. Seitdem ist sie im Familienbesitz und wird in siebter Generation von Anton Bruckmüller geführt.

## Biere
Die Produktpalette der Brauerei umfasst u. a. die Biersorten:
- Bruckmüller Kellerbier
- Bruckmüller Knappentrunk
- Bruckmüller Superator
- Bruckmüller Pils 03
- Bruckmüller Dunkles Radler und
- Dunkles Falk
- Falk Hefeweizen

Abgefüllt wird in Euroflaschen mit Kronkorken-Verschluss.